# Coupe d'Arménie de football 1999
Navigation
Coupe d'Arménie 1998 Coupe d'Arménie 2000
La Coupe d'Arménie 1999 est la 8e édition de la Coupe d'Arménie depuis l'indépendance du pays. Elle prend place entre le 3 avril et le 29 mai 1999.
Un total de seize équipes participe à la compétition, correspondant à l'ensemble des dix clubs de la première division 1999 auxquels s'ajoutent six équipes du deuxième échelon.
La compétition est remportée par le Tsement Ararat, qui conserve son titre en battant le Shirak Gyumri à l'issue de la finale pour gagner sa deuxième coupe nationale. Cette victoire permet au Tsement de se qualifier pour l'édition 1999 de la Supercoupe d'Arménie. Le club étant par ailleurs déjà qualifié pour la Ligue des champions 1999-2000, la place en Coupe UEFA du vainqueur de la coupe est réattribuée au Shirak en qualité de finaliste.

## Huitièmes de finale
Les matchs aller sont disputés le 3 avril 1999, et les matchs retour le 11 avril suivant.
| Équipe 1                  | Score  | Équipe 2                | Aller | Retour        |
| ------------------------- | ------ | ----------------------- | ----- | ------------- |
| FIMA Erevan (D2)          | 1 - 10 | (D1) Shirak Gyumri      | 1 - 8 | 0 - 2         |
| Zvartnots-AAL Erevan (D1) | 4 - 1  | (D2) Karabakh-2 Erevan  | 2 - 0 | 2 - 1         |
| Kilikia Erevan (D1)       | 5 - 1  | (D2) Lori Vanadzor      | 4 - 1 | 1 - 0         |
| Kasakh Ashtarak (D2)      | 0 - 4  | (D1) FC Erevan          | 0 - 1 | 0 - 3         |
| Karabakh Erevan (D1)      | 0 - 5  | (D1) FC Erevan          | 0 - 2 | 0 - 3 Forfait |
| Alashkert FC (D2)         | 0 - 7  | (D1) Erebuni Erevan     | 0 - 4 | 0 - 3 Forfait |
| FC Gyumri (en) (D1)       | 2 - 6  | (D1) Dvin Artachat (en) | 1 - 2 | 1 - 4         |
| Dinamo Erevan (D2)        | 0 - 11 | (D1) Tsement Ararat     | 0 - 7 | 0 - 4         |

## Quarts de finale
Les matchs aller sont disputés le 20 avril 1999, et les matchs retour le 30 avril.
| Équipe 1                  | Score  | Équipe 2            | Aller | Retour |
| ------------------------- | ------ | ------------------- | ----- | ------ |
| Dvin Artachat (en) (D1)   | 0 - 6  | (D1) Tsement Ararat | 0 - 4 | 0 - 2  |
| FC Erevan (D1)            | 2E - 2 | (D1) Kilikia Erevan | 0 - 1 | 2 - 1  |
| Ararat Erevan (D1)        | 1 - 2  | (D1) Erebuni Erevan | 1 - 1 | 0 - 1  |
| Zvartnots-AAL Erevan (D1) | 2 - 2E | (D1) Shirak Gyumri  | 2 - 1 | 0 - 1  |

## Demi-finales
Les matchs aller sont disputés le 11 mai 1999, et les matchs retour le 21 mai suivant.
| Équipe 1            | Score | Équipe 2            | Aller | Retour |
| ------------------- | ----- | ------------------- | ----- | ------ |
| Erebuni Erevan (D1) | 4 - 7 | (D1) Tsement Ararat | 2 - 4 | 2 - 3  |
| Shirak Gyumri (D1)  | 3 - 2 | (D1) FC Erevan      | 3 - 1 | 0 - 1  |

## Finale
La finale de cette édition oppose le Tsement Ararat au Shirak Gyumri. Le Tsement dispute à cette occasion sa deuxième finale de coupe, ayant remporté celle de l'édition précédente. Le Shirak dispute quant à lui sa troisième finale après celles de 1993 et 1994, qu'il a toutes les deux perdues.
Disputée le 29 mai 1999 au stade Hrazdan d'Erevan, la rencontre s'anime très rapidement avec un but d'Hayk Hakobian (en) dès la 3e minute en faveur du Tsement suivi de l'égalisation du Shirak deux minutes plus tard par l'intermédiaire d'Artiom Bernetsyan. Le Tsement reprend très vite l'avantage au quart d'heure de jeu sur un nouveau but d'Hakobian avec qu'Ara Hakobian ne porte le score à 3-1 juste avant la mi-temps. Malgré la réduction de l'écart d'Hakop Artoyan à un quart d'heure de la fin du temps réglementaire, le Shirak ne parvient pas à revenir au score tandis que le Tsement remporte sa deuxième coupe nationale d'affilée.
| Entraîneur :            |
| Varuzhan Sukiasyan (en) |

| Entraîneur :          |
| Andranik Adamyan (en) |

| Entraîneur :            |
| Varuzhan Sukiasyan (en) |

| Entraîneur :          |
| Andranik Adamyan (en) |